# 犬越路

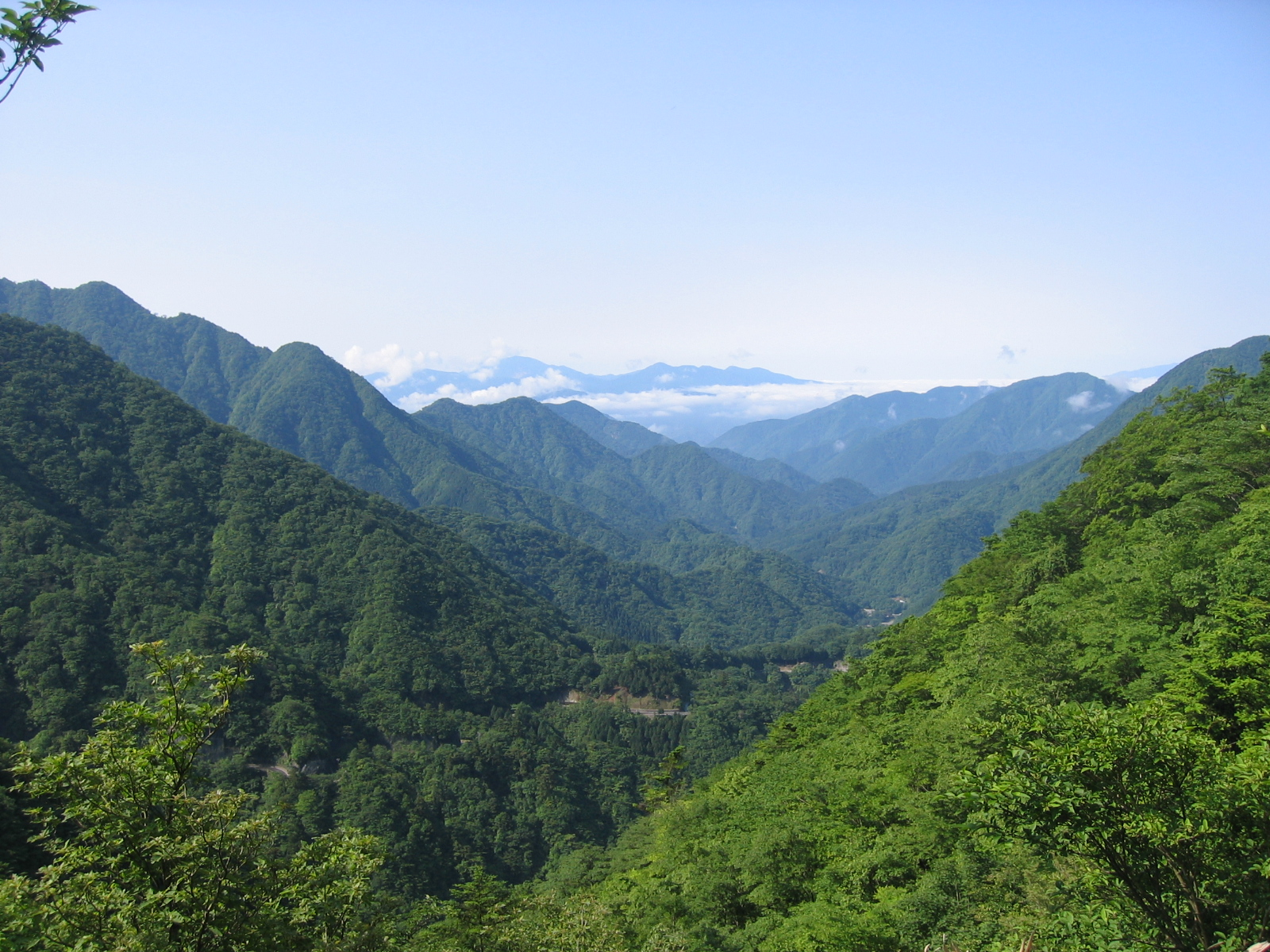
犬越路から見た中川川沿いの山並み（2006年6月撮影）

犬越路（いぬこえじ、いぬごえじ）は、丹沢山地西部、神奈川県相模原市緑区と足柄上郡山北町の境に位置する標高1,060mの峠である。峠を付けて、犬越路峠（-とうげ）とも呼ばれる。

## 概要
檜洞丸と大室山の鞍部にある峠であり、丹沢主稜の最低地点である。峠には東海自然歩道がかかり、かながわの景勝50選の一つに選ばれている。峠の南方が開けており、中川川沿いの西丹沢の山並みを望むことができる。相模原市緑区津久井町青根地区と足柄上郡山北町中川地区を結ぶ犬越路林道の犬越路隧道（全長約800m）が峠の東方700mを貫いているが、林道の入口にゲートが設置されているため、現在一般車両の通り抜けは不可能である。

## 峠の名の由来
戦国時代に甲斐国の武田信玄が小田原の城主・北条氏康を攻める際(小田原攻め)に犬を先導させて峠を越えた。犬が越えたことに由来して、犬越路と呼ばれるようになったと伝わる。
この伝承が有名となり多くのガイドブック等ですっかり定着しているが、犬越路の犬（イヌ）はイノの転化であり、現地の方言で険しい道の意味である。犬越路の約200 m西側に位置する大杉丸（1,168.6m）の三等三角点の名称はイノコイシ峠となっており、イノに由来した地名が武田信玄の伝承に結びつけられ、いつしか犬越路になったとの説もある。
なお、大界木山と菰釣山の鞍部にある城ヶ尾峠（じょうがおとうげ）においても武田信玄が小田原を攻める際に越した峠として伝承が残されており、この峠の近くには陣を張ったとされる信玄平や、甲州兵の炊事の際、米のとぎ汁で沢が白く染められたとされる白水ノ沢（世附川の支流）など武田信玄に由来する地名が点在している。行軍の経路については未だ不明な点が多いが、城ヶ尾峠に比べて犬越路は急峻な峠道であり、信玄が本当に犬越路を越したかについては定かではない。

## 登山

### 登山道
峠は十字路となっており、東西を横切る丹沢主稜縦走路に北側の神ノ川（かんのがわ）からのルートと南側の用木沢（ようぎさわ）からのルートが合流している。この内、南北の神ノ川・用木沢からのルートが東海自然歩道に指定されている。峠南側の西丹沢ビジターセンター（旧西丹沢自然教室）や北側の神ノ川ヒュッテが主な登山口であるが、この峠のみを目的として登山されることは少なく、周辺の大室山や檜洞丸と合わせたルートの経由地として踏まれることが多い。主な登山ルートとしては次のようなものがある。

#### 大室山周回ルート
- 西丹沢ビジターセンター - 用木沢出合 - 犬越路 - 大室山 - 加入道山 - 白石峠 - 用木沢出合 - 西丹沢ビジターセンター

南側登山口の西丹沢ビジターセンターから林道を30分ほど歩いた先にある用木沢出合から用木沢沿いに登り犬越路を経て大室山、加入道山、白石峠を周るルートである。後述の檜洞丸西側周回ルートに比べてハイカーが少ないため、静かな山行が楽しめる。

#### 檜洞丸西側周回ルート
- 西丹沢ビジターセンター - 用木沢出合 - 犬越路 - 小笄 -大笄 - 檜洞丸 - ツツジ新道 - 西丹沢ビジターセンター

西丹沢ビジターセンターから犬越路を経て檜洞丸へ登る人気の登山ルートである。途中の小笄（ここうげ）～大笄（おおこうげ）にかけては鎖場や鉄梯子が断続する。檜洞丸周辺では5月末から6月頭にかけてシロヤシオやトウゴクミツバツツジが咲き乱れ、多くの登山者が訪れる。

#### 檜洞丸北側周回ルート
- 神ノ川ヒュッテ（日陰沢橋） - 犬越路 - 小笄 - 大笄 - 檜洞丸 - ヤタ尾根 - 神ノ川ヒュッテ

北側登山口の神ノ川ヒュッテ（日陰沢橋）を起点とする周回ルートである。犬越路〜檜洞丸の稜線登山道は先述の西側周回ルートと重複する。登山口までのアクセスが困難であるため、このルートを採る登山者は西丹沢ビジターセンターを起点とするルートと比べて少ない。

### 登山口へのアクセス
南側登山口の西丹沢ビジターセンターまでは小田急線新松田駅もしくは御殿場線谷峨駅から路線バスが出ている。マイカーの場合、最寄りのインターチェンジは東名高速道路大井松田ICか御殿場ICとなる。インターチェンジを降りた後、国道246号を神奈川・静岡県境方面へ進み、清水橋交差点を曲がって神奈川県道76号山北藤野線を奥までいったところに西丹沢ビジターセンターがある。ビジターセンター前の駐車場に止めることができるが、奥の用木沢出合まで入ることもできる。
一方、北側の神ノ川ヒュッテまでのアクセスは南側と比べると良いとは言えず、マイカーやタクシーでないとアクセスは困難である。最寄りのインターチェンジは中央自動車道相模湖ICで、国道20号、神奈川県道76号山北藤野線、国道413号（道志みち）を経由して登山口に至る。

## 周辺の山
| 山容 | 名称     | 標高（m） | 犬越路からの 方角と距離（km） | 備考             |
| ---- | -------- | --------- | ----------------------------- | ---------------- |
|      | 畦ヶ丸   | 1,293     | 西南西 4.5                    |                  |
|      | 加入道山 | 1,418     | 西北西 3.2                    |                  |
|      | 大室山   | 1,588     | 北北西 1.9                    | 山梨百名山       |
|      | 大杉丸   | 1,169     | 西北西 0.2                    |                  |
|      | 犬越路   | 1,060     | 0                             | 丹沢主稜最低地点 |
|      | 小笄     | 1,288     | 東南東 1.3                    | ここうげ         |
|      | 大笄     | 1,510     | 東南東 2.0                    | おおこうげ       |
|      | 熊笹ノ峰 | 1,523     | 東南東 2.1                    |                  |
|      | 檜洞丸   | 1,601     | 南東 2.9                      |                  |
|      | 蛭ヶ岳   | 1,673     | 東 5.7                        | 神奈川県最高峰   |

## 山小屋

### 犬越路避難小屋
犬越路避難小屋（いぬこえじひなんごや）は犬越路の傍らに建つ無人の山小屋（避難小屋）である。かつては青いトタン屋根の小屋であったが、老朽化が進んだため、2005年12月に建て替えられた。また、建て替えの際に雨水利用・自然浄化式汚水処理システムを採用した簡易水洗トイレが設置された。現在の小屋は二代目にあたる。小屋は山岳地帯の過酷な環境に耐えられるような設計がなされており、外壁は膨張収縮に対応した板の組み合わせ、ガラス窓は二重構造となっている。また、入り口のドアは開放を防止するために自閉型のスライドドアとなっている。

### 周辺の山小屋
最寄りの有人の山小屋は檜洞丸の山頂東側にある青ヶ岳山荘である。檜洞丸以東の山域の山小屋は有人の小屋が多いが、犬越路以西の山小屋はすべて無人小屋であるため、菰釣山など甲相国境尾根方面へ縦走する際は寝具や自炊具などの登山装備が必要となる。
| 画像 | 名称           | 位置             | 犬越路からの 方角と距離（km） | 備考                 |
| ---- | -------------- | ---------------- | ----------------------------- | -------------------- |
|      | 菰釣避難小屋   | 菰釣山山頂付近   | 西南西 8.9                    | 無人小屋・トイレなし |
|      | 畦ヶ丸避難小屋 | 畦ヶ丸山頂付近   | 西南西 4.5                    | 無人小屋・トイレあり |
|      | 加入道避難小屋 | 加入道山山頂付近 | 西北西 3.2                    | 無人小屋・トイレなし |
|      | 犬越路避難小屋 | 犬越路           | 0                             | 無人小屋・トイレあり |
|      | 青ヶ岳山荘     | 檜洞丸山頂付近   | 南東 3.1                      | 有人小屋             |
|      | 蛭ヶ岳山荘     | 蛭ヶ岳山頂       | 東 5.7                        | 有人小屋             |
|      | みやま山荘     | 丹沢山山頂       | 東南東 8.2                    | 有人小屋             |